# フィレンツェ・リフレディ駅
フィレンツェ・リフレディ駅(伊:Stazione di Firenze Rifredi)は、イタリアのフィレンツェに存在する鉄道駅である。
ボローニャ方面へ向かうボローニャ＝フィレンツェ線の途中に位置し、ピサ方面へ向かうレオポルダ線が当駅の北方で分岐している。また、フィレンツェ＝ローマ線へフィレンツェの中央駅（ターミナル駅）であるフィレンツェ・サンタ・マリア・ノヴェッラ駅（当駅から3km,1駅南に位置する）を経由せず直通できる連絡線が当駅の南方で分岐しており、さらに2009年12月にはボローニャとフィレンツェの間を結ぶ高速鉄道線（TAV線）であるボローニャ＝フィレンツェ高速線が当駅の1つ北隣のフィレンツェ・カステッロ駅において分岐する形にして開業したため、当駅はフィレンツェ周辺における鉄道拠点駅の一つとして機能している。
中央駅のサンタ・マリア・ノヴェッラ駅（SMN駅）は頭端式ホームを採用しており、そのため同駅を経由する列車は方向転換を強いられ、停車時間のロスが生じる。そのためフィレンツェを経由する一部の列車は、SMN駅ではなく当駅かフィレンツェ・カンポ・ディ・マルテ駅に停車するダイヤを組み、折り返し時間のロスを省いている。かつて、最優等列車であるユーロスター・イタリアもその理由で当駅に停車していたことがあったが、現在ではユーロスター・イタリアのフィレンツェにおける停車駅はSMN駅かカンポ・ディ・マルテ駅のいずれかとなっており、リフレディ駅に停車する優等列車は都市間列車であるインターシティないしそれに準ずる列車の一部のみとなっている。